# Einar Brynjólfsson
Einar Aðalsteinn Brynjólfsson (* 26. Oktober 1968 in Akureyri) ist ein Politiker der isländischen Piratenpartei Píratar. Er gehörte von 2016 bis 2017 dem isländischen Parlament Althing an und war 2017 kurzzeitig Fraktionsvorsitzender seiner Partei.

## Leben
Nach seinem Abitur am Gymnasium von Akureyri (isl. Menntaskólinn á Akureyri, MA) 1990 studierte Einar Geschichte, Germanistik und Skandinavistik an den Universitäten Trier und Göttingen in Deutschland. An letzterer Universität erwarb er 1997 den Grad eines Magister Artium. Später war er unter anderem von 1999 bis 2010 als Lehrer an der Berufsschule von Akureyri (Verkmenntaskólinn á Akureyri, VMA) und von 2010 bis 2016 am Gymnasium Akureyri tätig.
Bei der Parlamentswahl vom 29. Oktober 2016 wurde Einar Brynjólfsson als Kandidat der Píratar für den Nordöstlichen Wahlkreis ins isländische Parlament Althing gewählt. Mit Stand Mai 2017 gehörte er dem parlamentarischen Ausschuss für Umwelt und Verkehrswege an und war Mitglied der isländischen Delegation im Westnordischen Rat.
Im Mai 2017 trat Einar Brynjólfsson die Nachfolge von Ásta Guðrún Helgadóttir als Fraktionsvorsitzender der Píratar im Althing an, nachdem Ásta Guðrún von dieser Funktion zurückgetreten war, wurde aber wenig später von Birgitta Jónsdóttir abgelöst, die schon zwischen 2013 und Anfang 2017 mit Unterbrechungen Fraktionsvorsitzende gewesen war.
Bei der vorgezogenen Parlamentswahl vom 28. Oktober 2017 verlor Einar Brynjólfsson seinen Sitz im Althing.